# 黴身裸胸鱔
黴身裸胸鱔，又名黴身裸胸鯙、壯體裸胸鱔，俗名薯鰻、錢鰻、花鰻，為輻鰭魚綱鰻鱺目鯙亞目鯙科的一個種。

## 分布
本魚廣泛分布於印度太平洋熱帶海域，包括南非、留尼旺、馬達加斯加、模里西斯、台灣、日本、巴布亞紐幾內亞、澳洲、新喀里多尼亞、紐西蘭、夏威夷群島、法屬波里尼西亞、復活節島、哥斯大黎加、智利等海域。

## 深度
水深1-15公尺。

## 特徵
本魚身體延長，呈圓柱狀，體色為暗紫棕色，並裝飾著許多白點；頭部白點十分稠密，致使許多較大的紫黑圓斑形成；尾部的斑點較為疏。嘴內和體色相同。表皮厚且光滑無鱗片，能分泌粘液，背鰭、臀鰭與尾鰭相連成皮膜狀，尾部側扁，體長可達38公分，具有銳利牙齒，須注意咬傷。

## 生態
本魚棲息在珊瑚礁平台和斜坡深度不深處，以其他魚類、甲殼類為食。夜間出外覓食，白天則僅將頭部露出礁隙或洞穴外，威嚇入侵領域者。

## 經濟利用
可食用或當作觀賞魚觀賞。